# Chun Jae-ho
Chun Jae-ho (Điền Tại Hạo-田在浩) (sinh ngày 8 tháng 8 năm 1979) là một cựu cầu thủ và huấn luyện viên bóng đá người Hàn Quốc.

## Sự nghiệp cầu thủ
- 2002 ~ 2003 Seongnam FC
- 2004 ~ 2011 Incheon United Football Club
- 2012 ~ tháng 7 năm 2012 Busan IPark Football Club
- Tháng 7 năm 2012 ~ 2013 Gangwon FC

## Sự nghiệp Huấn Luyện Viên
Chun Jea-ho bắt đầu sự nghiệp huấn luyện từ đội trẻ của Incheon United trước khi sang Việt Nam làm trợ lý tại Viettel và Hà Nội. Hà Nội là đội bóng chuyên nghiệp đầu tiên mà ông dẫn dắt. Mùa 2022, ông cùng Hà Nội giành cú đúp vô địch quốc gia và cúp quốc gia. Tuy nhiên sau mùa giải này, ông đã chia tay đội bóng thủ đô với nguyên nhân chính là ông chưa có bằng Pro.

## Danh hiệu
Hà Nội FC
- V.League 1: 2022
- Cúp quốc gia: 2022

Cá nhân
- Huấn luyện viên xuất sắc nhất của V.League 1: tháng 8 V.League 2022